# Passe Navigo

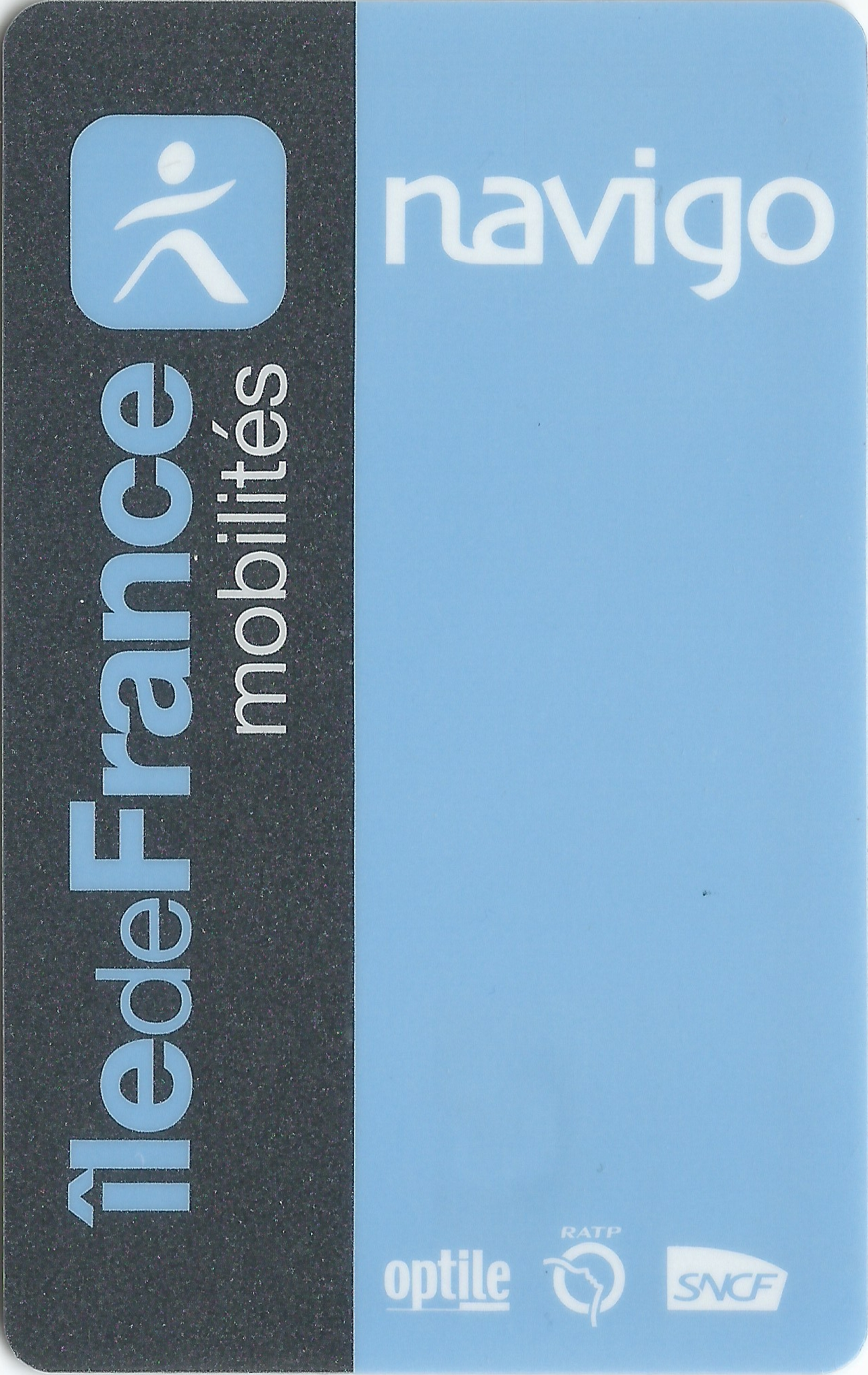
demo-versie van een Passe Navigo

De Passe Navigo is een elektronische betaal- en toegangspas voor het openbaar vervoer in Île-de-France (maximaal 5 zones). Deze contactloze chipkaart, te vergelijken met de OV-chipkaart in Nederland en de MoBIB in België, is in 2001 ingevoerd als opvolger van de Carte Orange. Eigenaar van het merk Navigo is de Syndicat des transports d'Île-de-France (STIF).
De gratis kaart op creditcardformaat is voorzien van een RFID-chip. Bij het personaliseren wordt er een pasfoto van de houder op aangebracht. De pas kan op stations en bij winkels en supermarkten of via een PC met kaartlezer en Internettoegang worden geactiveerd met een abonnement voor een week (hebdomadaire) of een maand (mensuel). Bij een doorlopend abonnement op jaarbasis (annuel) wordt het maandbedrag automatisch afgeschreven van de bankrekening van de houder en is tussentijds activeren niet nodig.
Voor 2013 werd een nieuwe versie van de Passe Navigo aangekondigd. Deze kaart, kosteloos ontworpen door Philippe Starck, zou via near field communication (NFC) van een reistegoed kunnen worden voorzien. De kaart werd uiteindelijk een jaar later ingevoerd voor nieuwe gebruikers, of voor gebruikers die hun kaart verloren zijn. De oplaadfunctie via NFC is vooralsnog niet beschikbaar.
Een Navigo-pas kan worden gebruikt voor vervoer met metro's, bussen en trams van de RATP, treinen van de SNCF (binnen het Transilien-netwerk), treinen van het Optile-netwerk en vervoermiddelen van bedrijven die tot de STIF behoren. Ook kan op de kaart een abonnement op de Vélib'-fietsen worden geactiveerd.

Per 1 september 2012 was een maand- of jaarkaart gedurende het weekend en op feestdagen geldig in alle vijf zones. Per 1 januari 2013 zouden de zones geheel worden afgeschaft en zou voor de Passe Navigo één tarief gelden. Dit plan werd echter in november 2012 uitgesteld. Per 1 september 2015 zijn de zonegrenzen grotendeels afgeschaft en geldt voor de meeste abonnementen in heel Île-de-France hetzelfde tarief.
Anders dan bij de Nederlandse OV-chipkaart wordt geen reistegoed afgewaardeerd en behoeft men met een Passe Navigo alleen in te checken. Alleen op RER-stations moet de pas ook voor het verlaten van het station bij een kaartlezer worden gehouden.
Er zijn verschillende Navigo Pass-typen:
Navigo: Exclusief voor inwoners, vereist een officiële identiteitskaart. Ook is een pasfoto van de houder vereist (de foto kan thuis worden gemaakt met Visafoto of 7id of iets dergelijks).
Navigo Découverte: Beschikbaar voor iedereen, inclusief toeristen. Biedt dezelfde onbeperkte reismogelijkheden als de gewone Navigo Pass, maar dan voor kortere verblijven.
Navigo Easy: Ideaal voor mensen die niet vaak reizen, deze oplaadbare kaart is perfect voor reizen per keer en past zich aan uw reisbehoeften aan.
Navigo Liberté+: Een kaart per keer die u betaalt, ideaal voor inwoners van de regio Île-de-France. Deze kaart combineert de flexibiliteit van maandelijkse betaling met onbeperkte toegang in alle zones. Gebruikers kunnen binnen 90 minuten overstappen van de metro/RER op het bus-/tramnetwerk (of omgekeerd) zonder een tweede ritprijs te betalen.